# Михаил (Кедров)
Епи́скоп Михаи́л (в миру Михаи́л Петро́вич Ке́дров; 23 сентября 1883, Яранск — 6 ноября 1951) — епископ Польской православной церкви, епископ Вроцлавский и Щецинский.
Брат Аверкия (Кедрова) и Пахомия (Кедрова).

## Биография
Родился 23 сентября 1883 года в Яранске в семье местного приходского священника и преподавателя духовной школы. Рано потерял отца.
В 1904 году закончил Вятскую духовную семинарию, в 1908 году — Московскую Духовную Академию. После окончания духовной академии работал преподавателем в духовных семинарах в Вильнюсе и Кременчуге. Преподавал также в школе пономарей в Яблочинском монастыре и русской гимназии в Бресте.
После революции — в Польше в связи с изменением границ. 27 августа 1927 года получил польское гражданство.
С 1939 года проживал в Варшаве, был профессором Варшавской семинарии.
Во время варшавского восстания потерял всё имущество. 27 сентября 1944 года был вывезен в лагерь в Прушкове, но вскоре освобождён в силу преклонного возраста. После войны приехал в Милейчицах.
22 июня 1947 года принял священническое рукоположение, на следующий день награждён наперсным крестом, палицей а также достоинством протоиерея.
В июне 1948 году был в числе членов польской делегации, прибывшей в Москву для решения вопроса об автокефалии Польской Православной церкви. Тогда же он, согласно просьбе делегации, 14 июня был пострижен в рясофор и наречён во епископа, а 15 июня 1948 года в Москве хиротонисан во епископа Вроцлавского. Чин хиротонии совершали: Святейший Патриарх Алексий I, митрополит Крутицкий и Коломенский Николай (Ярушевич), архиепископ Белостокский и Бельский Тимофей (Шрёттер), епископ Ворошиловградский и Донецкий Никон (Петин), епископ Лодзинский Георгий (Коренистов) и епископ Можайский Макарий (Даев).
13 июня 1951 года был в числе делегации, прибывшей в Москву в Патриархию с просьбой о назначении главы автокефальной Православной Церкви в Польше.
С 7 сентября 1951 года — епископ Вроцлавский и Щецинский (ранее был викарием).
Скончался 6 ноября 1951 года. Похоронен в Белостоке.